# Op De Tôffel

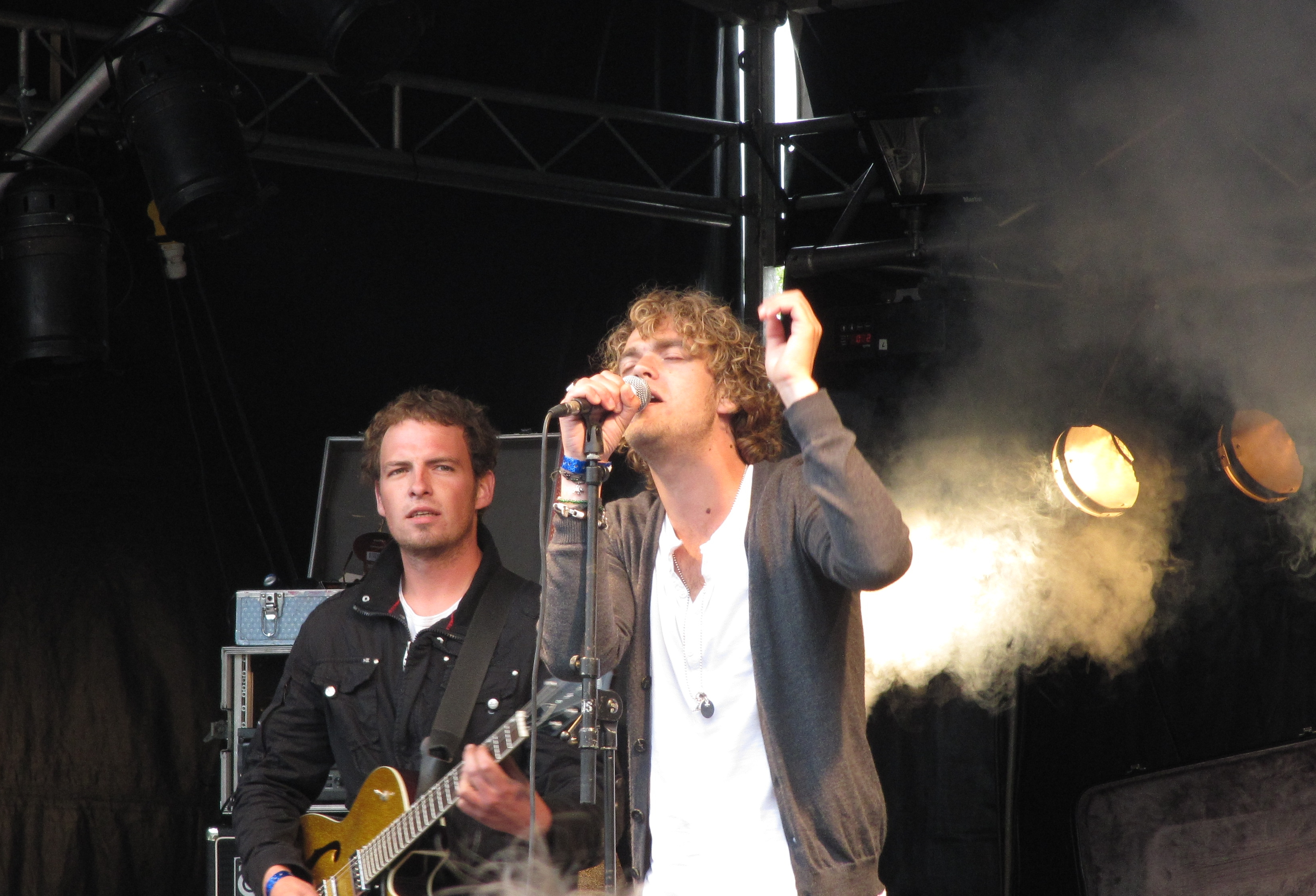
The Rudolfs tijdens de editie van 2010

Op De Tôffel is een jaarlijks gratis popfestival in het dorp Vierlingsbeek in het oosten van Noord-Brabant. Sinds 1993 wordt het festival ieder jaar gehouden op het Vrijthof, een plein in het centrum van het dorp. Het festival trekt jaarlijks ongeveer 7500 bezoekers. Gemiddeld treden in totaal 15 tot 20 bands op. Dit doen ze op drie podia: Het Ene Podium, Het Andere Podium en het Koningskerkje.
De naam van het festival betekent "Op de Tafel" in het lokale dialect. In het voorjaar wordt ook de bandwedstrijd voor regionale bands Op Ut Tuffelke (Ned: "Op het Tafeltje") georganiseerd in jongerencentrum Gryphus in Vierlingsbeek. De winnaar van deze wedstrijd is de openingsact van het festival Op De Tôffel.
In 2009 werd het festival mede gefinancierd door het Nederlands Fonds voor Podiumkunsten+, provincie Noord-Brabant en het Brabants Kenniscentrum voor Kunst en Cultuur.

## Edities en optredens (selectie)
| Editie                      | Optredens (selectie) |
| --------------------------- | --- |
| Op de Tôffel 2013 (23 juni) | Smoking Chimneys, Joenis, Etan Huijs, Beatrice van der Poel, Arno Adams, Jeroen Kant, Mattanja Joy Bradley, Town of Saints, The Naked Sweat Drips, Milkbar, Maison Du Malheur, Ronnie Flex, Tessa Rose Jackson, John Coffey, Dearworld, Mozes and the Firstborn, The Horse Company, Traumahelikopter, Rilan & The Bombardiers, Fresku. |
| Op de Tôffel 2012 (24 juni) | The Naked Sweat Drips, Horses on Fire, Rina Mushonga, Klavan Gadje, The Kik, Drive Like Maria, Splendid, Space Siren, Capeman, Birth of Joy, Rats on Rafts, Mr. Polska, Spange Batta & MC Brown Sugar, Kraantje Pappie. |
| Op de Tôffel 2011           | Vanderbuyst, Denvis & The Real Deal, Zwart Licht, Handsome Poets, Filthy Nelly, Colossa, The Hype, Krach, Lola Kite, Shaking Godspeed, Chef'Special, Iain Matthews, Comedytrain. |
| Op de Tôffel 2010           | The Rudolfs, The Mad Trist, The Van Jets, DeWolff, Go Back to the Zoo, Rigby, Blaudzun, 21 Eyes of Ruby, Heidevolk, Beans & Fatback. Presentatie: Denvis. |
| Op de Tôffel 2009           | Sue van Rens, JW Roy, Paulusma, The Death Letters, Drive Like Maria, Elle Bandita, Ziggi & The Renaissance Band, De Staat, Miss Montreal. Presentatie: Denvis. |
| Op de Tôffel 2008           | Sean Walsh Band, neWax, The Kevin Costners, Hit Me TV, Lucky Fonz III, The Madd, Aux Raus, Balkan Beatz DJs, Jaya the Cat, Mala Vita, Voicst, Op Sterk Water. Presentatie: De Theo's. |
| Op de Tôffel 2007           | Balkan Beatz DJs, Comedy Explosion, The Eaves, Left, Autonon, Storybox, Roosbeef, The Go Go Prophecy, Do-The-Undo, Malle Pietje and the Bimbos, Luie Hond, C-mon & Kypski en Heideroosjes. Presentatie: Denvis. |
| Op de Tôffel 2006           | Solitus, Millstone, The Liszt, Omski, BJ Baartmans, Erwin Nijhoff, André Manuel, El Guapo Stuntteam, Internationals, zZz, GEM, Johan, Kraak & Smaak. Presentatie: Fred Houben. |
| Op de Tôffel 2005           | Racoon, Janez Detd, Mala Vita, Face Tomorrow, Hallo Venray, Voicst, Blues Brother Castro, Last Crewsaders, Songwriters United. Presentatie: Fred Houben. |
| Op de Tôffel 2004           | Wealthy Beggar, GEM, The Apers, The Sheer, Luie Hond. Presentatie: Fred Houben. |
| Op de Tôffel 2003           | 4 Fridges, Soundsurfer, The Nederbietels, Green Hornet, Stuurbaard Bakkebaard, Zornik, Caesar, Peter Pan Speedrock, Beef. Presentatie: Guido Weijers. |